# Cottus kazika
Cottus kazika är en fiskart som beskrevs av D. S. Jordan och Starks 1904. Cottus kazika ingår i släktet Cottus och familjen simpor. Inga underarter finns listade i Catalogue of Life.
De största exemplaren når en längd av 30 centimeter.
Arten förekommer endemisk i Japan på öarna Shikoku, Kyushu och Honshu. Den har flera från varandra skilda populationer i olika floder. Honor lägger sina ägg i havet nära flodernas mynning. Äldre ungdjur vandrar sedan till flodernas mellersta lopp. Vuxna exemplar har andra fiskar som föda. Hanar som hölls i akvarium bevakade honans ägg tills ungarna kläcks.
Vattenföroreningar och förändringar av flodernas sträckning hotar beståndet. Flera exemplar fångas som bifångst under fiske på laxfiskar och Plecoglossus altivelis. Hela populationen minskar men den uppskattas vara stor. IUCN listar arten som livskraftig (LC).